# Hans Jakob Dünz (I.)
Hans Jakob Dünz (* 1575 in Brugg; † nach Ostern 1649 in Bern) war ein Schweizer Glasmaler, Scheibenrisszeichner, Illustrator und Chorweibel.

## Leben

### Familie
Hans Jakob Dünz war vermutlich der älteste Sohn von Lienhard Dünz (* 1548 in Brugg; † 1580),  Landschreiber der Obervogtei Schenkenberg, und dessen Ehefrau (* 1548 in Umiken bei Brugg; † 1597 in Brugg), die Tochter des Müllers Hans Jos Grülich.
Sein Grossvater war der Stadtschreiber in Bremgarten und Brugg, Jos Dünz (1513–1578).
Nach dem frühen Tod seines Vaters heiratete seine Mutter 1585 den Ratsherrn Heinrich Gering. Die finanziellen Verhältnisse der Familie ermöglichten es den drei Söhnen, eine Ausbildung zu erhalten. Während seine Brüder höhere Schulen besuchten – der eine wurde Theologe (Hans Lienhard Dünz (II.)) und der andere Notar (Hans Jos Dünz) – entschied sich Hans Jakob Dünz für eine Ausbildung zum Glasmaler.
Am 15. November 1599 heiratete Hans Jakob Dünz in erster Ehe Johanna (* 25. Juni 1582 in Bern; † 1628), die Tochter von Christen Metzler (1550–1589); gemeinsam hatten sie sechzehn Kinder, von denen der Maler Hans Jakob Dünz (II.) sein viertes Kind war.
In zweiter Ehe heiratete er am 16. Mai 1629 in Bern Margaretha (* 14. April 1594 in Bern; † 1634), die Tochter von Hans Seebach; gemeinsam hatten sie drei Kinder, unter anderem auch der Werkmeister Abraham Dünz der Ältere.
Der Maler Johannes Dünz war sein Enkel.

### Werdegang
Die genauen Details der Lehrzeit und Gesellenwanderung von Hans Jakob Dünz sind weitgehend unbekannt, doch es ist anzunehmen, dass er in Brugg, unter den ansässigen Glasmalern, insbesondere unter der Anleitung seines Onkels Jakob Brunner (1546–1589), das Handwerk erlernte. Nach Brunners Tod im Jahr 1589 könnte Simon Schilpli († 1633/1634), Brunners Nachfolger, die restliche Lehrzeit des jungen Hans Jakob Dünz begleitet haben. Diese Annahme wird durch verschiedene dokumentierte Patenschaften zwischen den Familien unterstützt.
Nach einer Gesellen- und Wanderschaft, die ihn möglicherweise nach Basel führte, trat Dünz in die 1595 eröffnete Berner Werkstatt des Basler Glasmalers Hans Jakob Plepp (1557–1597) ein. 1599 wurde er als Hintersasse in Bern registriert und bald darauf in die Gesellschaft zum Mohren (siehe Zunft zur Schneidern) aufgenommen. In dieser frühen Phase seiner Karriere begann er mit der Produktion von Scheibenrissen (Entwurf für eine Glasmalerei), vornehmlich für private Auftraggeber.
Am 23. November 1609 wurde er in Bern als Vollburger anerkannt, was ihm ermöglicht, seine Aufträge zu erweitern, insbesondere für die Obrigkeit. Viele seiner Arbeiten sind heute in bedeutenden Sammlungen, wie der Sammlung Wyss in Bern sowie in Bernischen Landkirchen und dem Bernischen Historischen Museum, zu finden.
Neben seiner Tätigkeit als Glasmaler war Dünz auch als Kupferstecher aktiv. Urkunden belegen, dass er häufig vom Rat der Stadt beauftragt wurde, Münzen zu radieren, vorwiegend wenn es darum ging, falsche Exemplare der Bevölkerung bekannt zu machen.
Im Jahr 1617 übernahm Hans Jakob Dünz das Amt des Chorweibels des Chorgerichts, das ihm eine zentrale Rolle in der Aufsicht über die Sittenpolizei der Stadt einräumte. In dieser Funktion zog er in die Amtswohnung, war verantwortlich für das Gefängnis, das als Loch bekannt war, und führte das Gefängnisjournal, den sogenannten Lochrödel, in dem er seine Beobachtungen und Einschätzungen festhielt.
Er nutzte seine Position als Chorweibel, um seiner künstlerischen Fantasie freien Lauf zu lassen. Seine Protokolle sind nicht nur formal, sondern auch humorvoll und satirisch; er war damit Wegbereiter der Karikatur. Er fügte persönliche Bemerkungen und oft derbe, humorvolle Reime hinzu, die seinen Umgang mit Menschen und deren Schwächen widerspiegelten.
Sein Talent für Illustrierung, Porträtierung und Karikatur kommt in seinen Zeichnungen zum Ausdruck, die teils als Rebus gestaltet sind. Diese künstlerische Ausdrucksweise zeigt, dass er das Zeichnen als wesentlich interessanter empfand als das bloße Schreiben von Namen. Seine Werke sind geprägt von einem gesunden Humor und einem tiefen Verständnis für menschliche Schwächen, so macht er aus zahllosen Anfangsbuchstaben die drolligsten Fratzen und die gelungensten Charakterköpfe, und zwar weiß er jeden Buchstaben seinem Humor und gutmütigen Spotte nutzbar zu machen. Und wenn nun gar der Name selbst ihm das Bild vor die Augen stellt, dann genügt ihm der geschriebene Name nicht mehr, sondern das Bild drängt sich in die Feder, und es ist ebenso schnell vollendet, als die Buchstaben seiner holperigen Schriftzüge fertig geworden wären. Diese Zeichnungen geben einen einzigartigen Einblick in die Gesellschaft seiner Zeit. Diese nicht für die breite Öffentlichkeit bestimmten Aufzeichnungen stellen eine beachtliche Chronique scandaleuse dar, die wertvolle Informationen über Kunstgeschichte, Alltagsleben und Sozialgeschichte bietet.
Hans Jakob Dünz übte bis 1646 sein Amt als Chorweibel aus, bis er sich aufgrund gesundheitlicher Probleme durch seinen Sohn Barthlome vertreten lassen musste.
Seine Arbeiten sind nicht nur kunsthistorisch wertvoll, sondern auch ein Spiegelbild der gesellschaftlichen und kulturellen Gegebenheiten seiner Epoche.

## Werke (Auswahl)

Ansicht des Aarbergertors in Bern, 1595
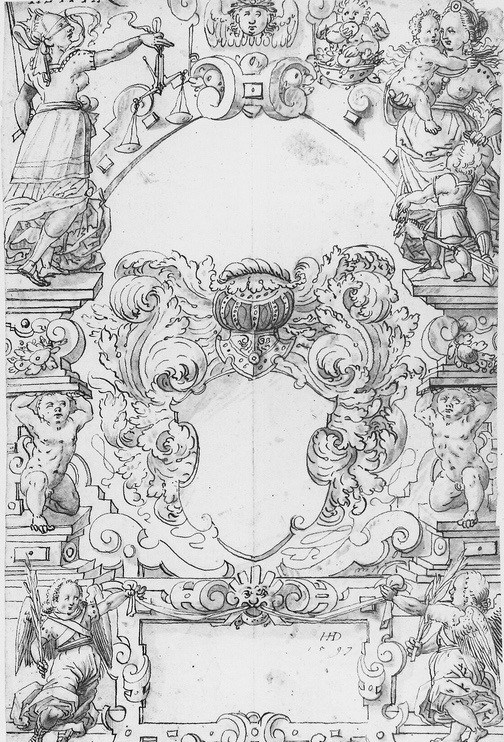
Scheibenriss mit leerem Wappenschild, 1597
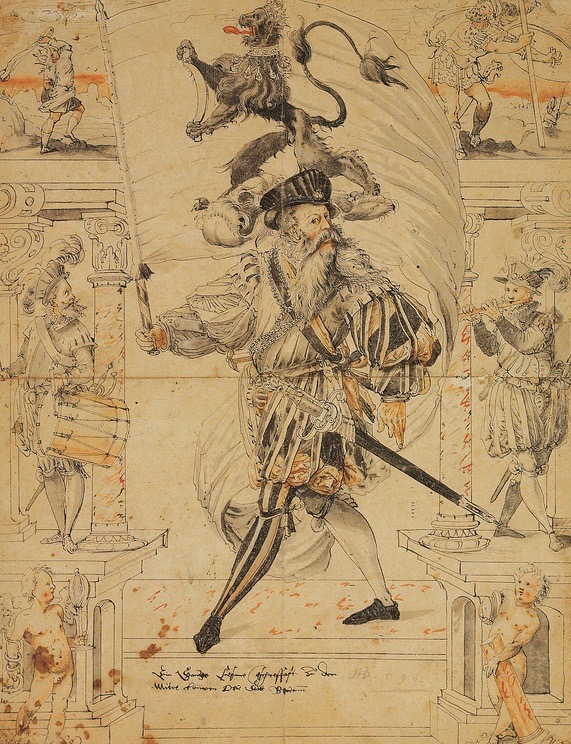
Riss zu einer Scheibe der Gesellschaft zu Ober-Gerwern in Bern, 1598
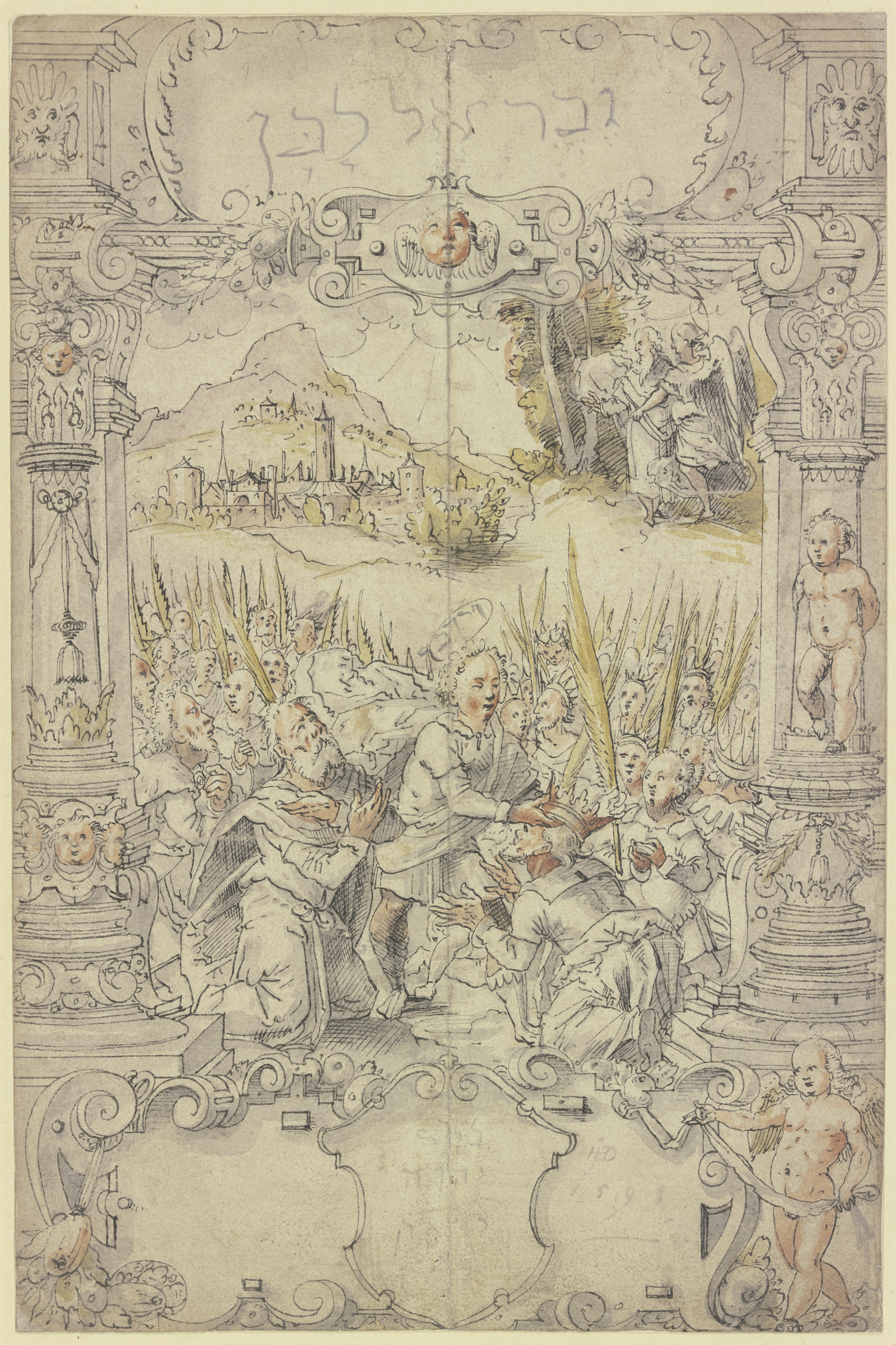
Krönung Sauls durch Samuel, 1598
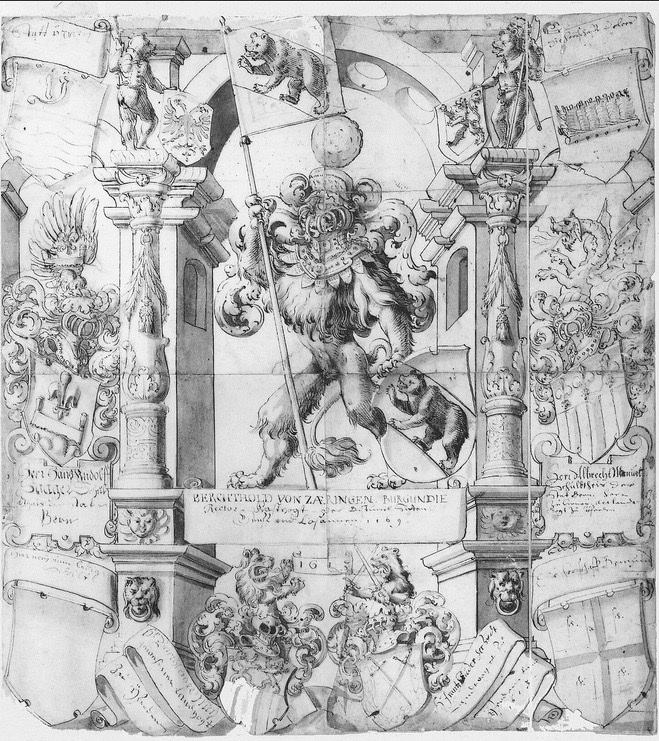
Riss zu einer Berner Standesscheibe, 1598
Wappenscheibe der Familie Murer, 1599
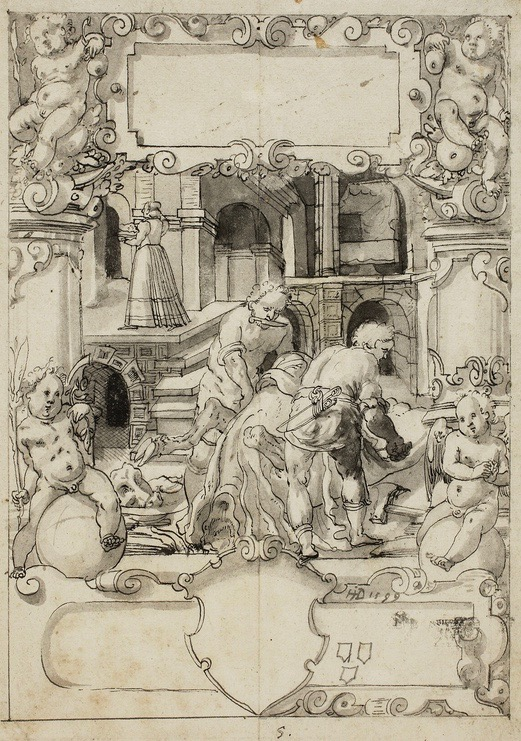
Scheibenriss mit zwei Metzgern beim Schlachten und leerem Wappenschild, 1599
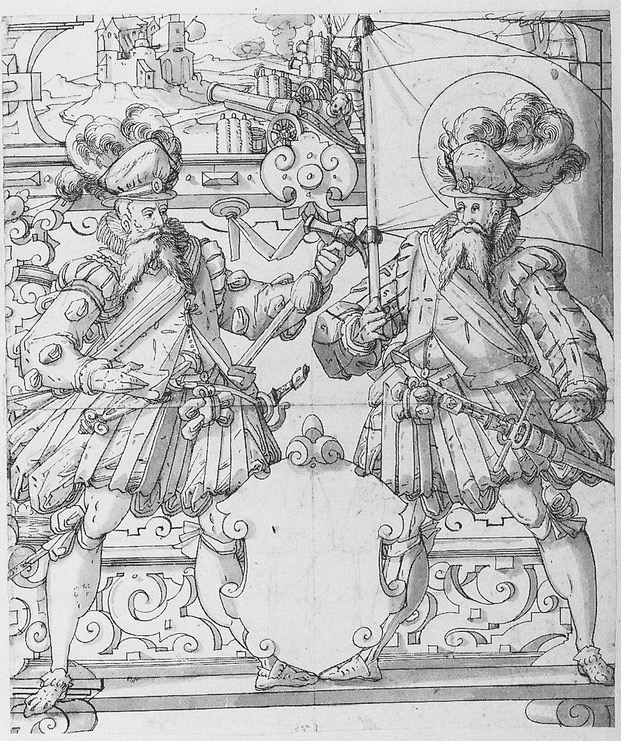
Riss zu einer Lenzburger Stadtscheibe, 1600
Die Erweckung der Tabitha durch Petrus, 1600
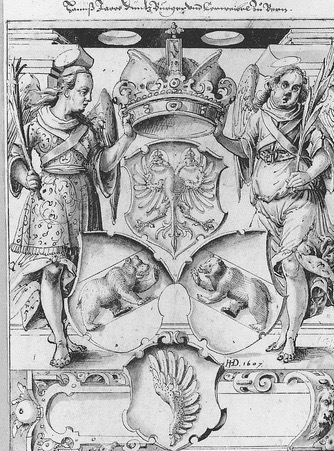
Riss zu einer Berner Standesscheibe, 1607
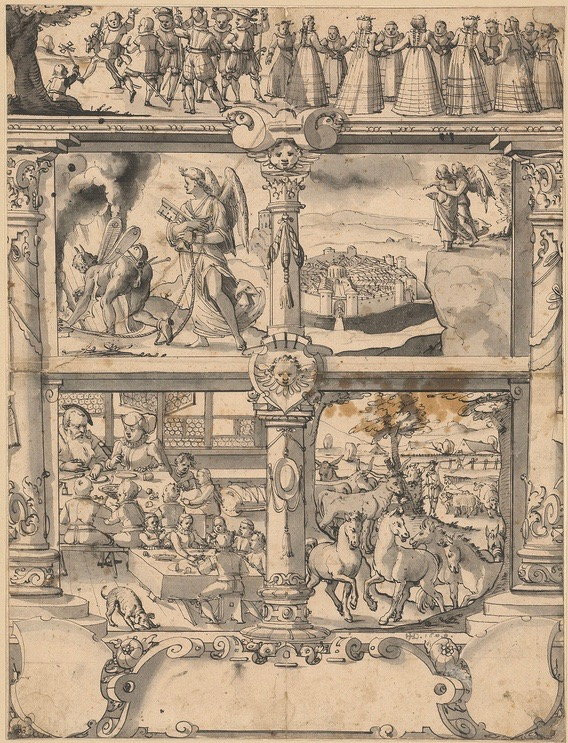
Riss zu einer Wappenallianz-Scheibe mit leeren Schildern, 1609
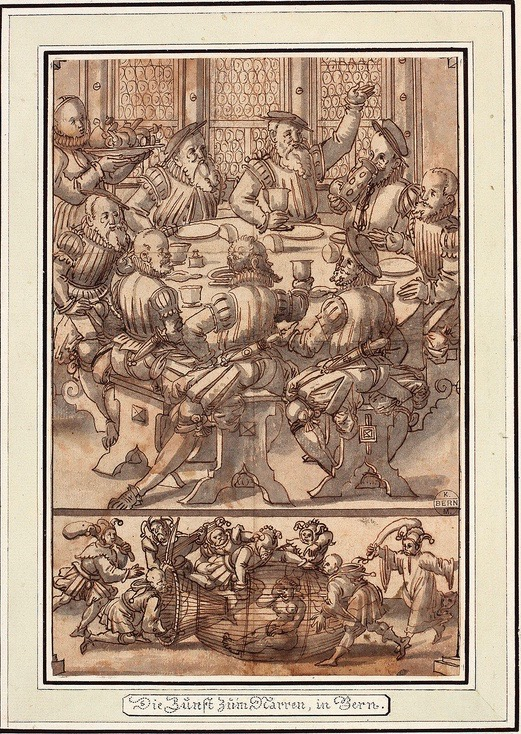
Die Zunft zum Narren in Bern, 1610
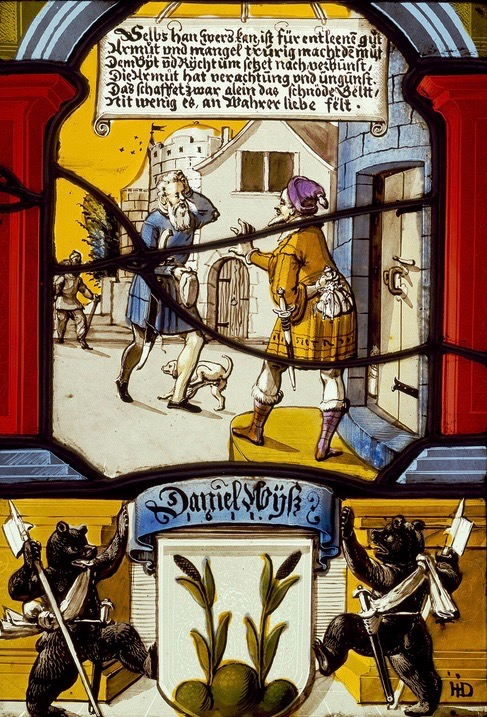
Wappenscheibe von Daniel Wyss, 1611
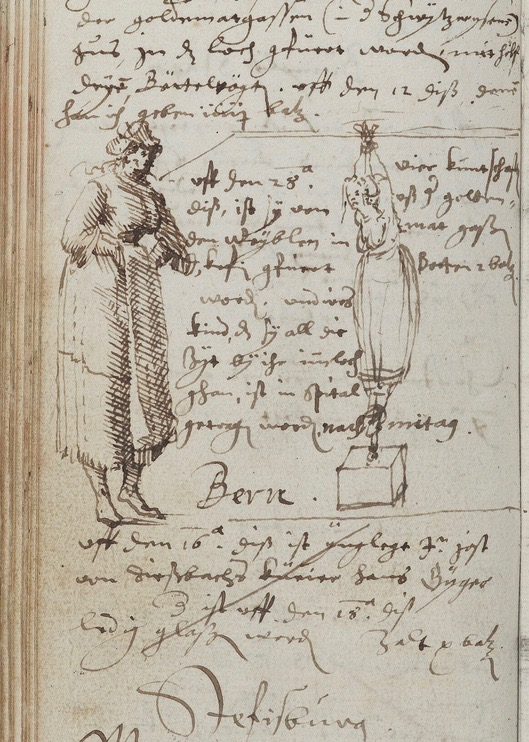
Durch Strecken gefolterte Frau, 1631
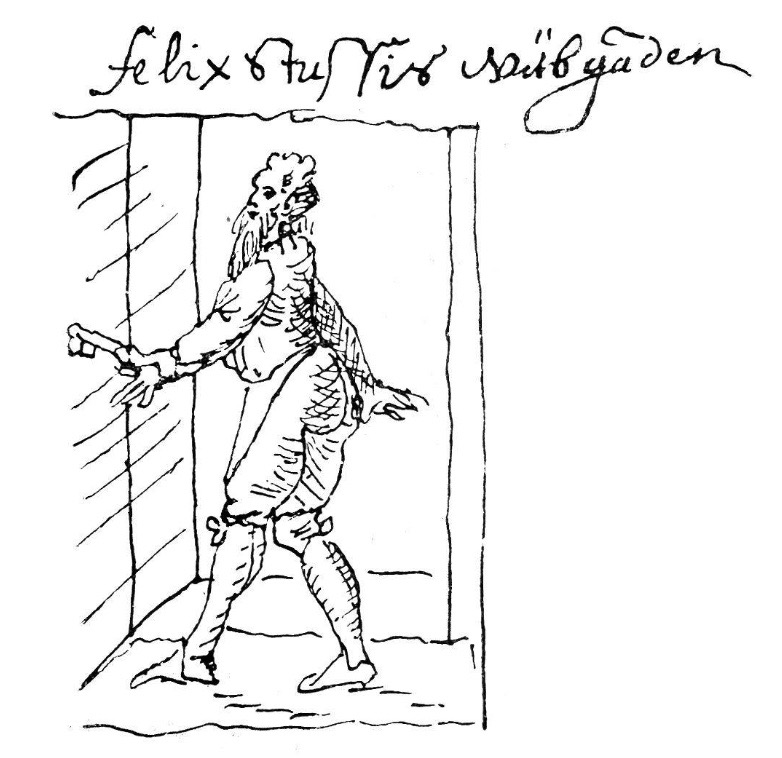
Skizze einer Zeichnung aus einem Lochrodel
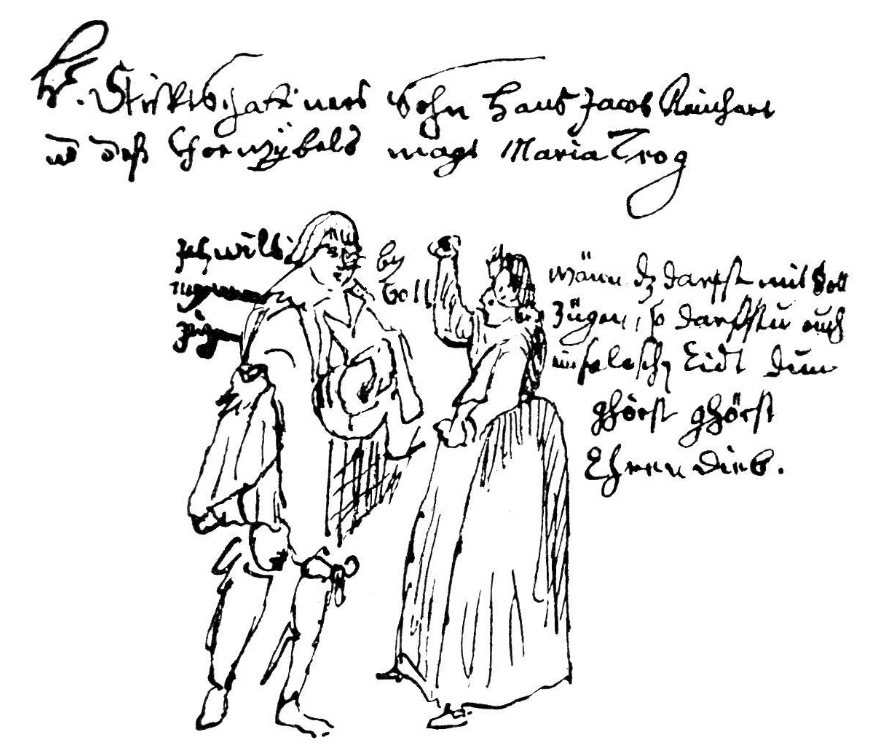
Skizze einer Zeichnung aus einem Lochrodel
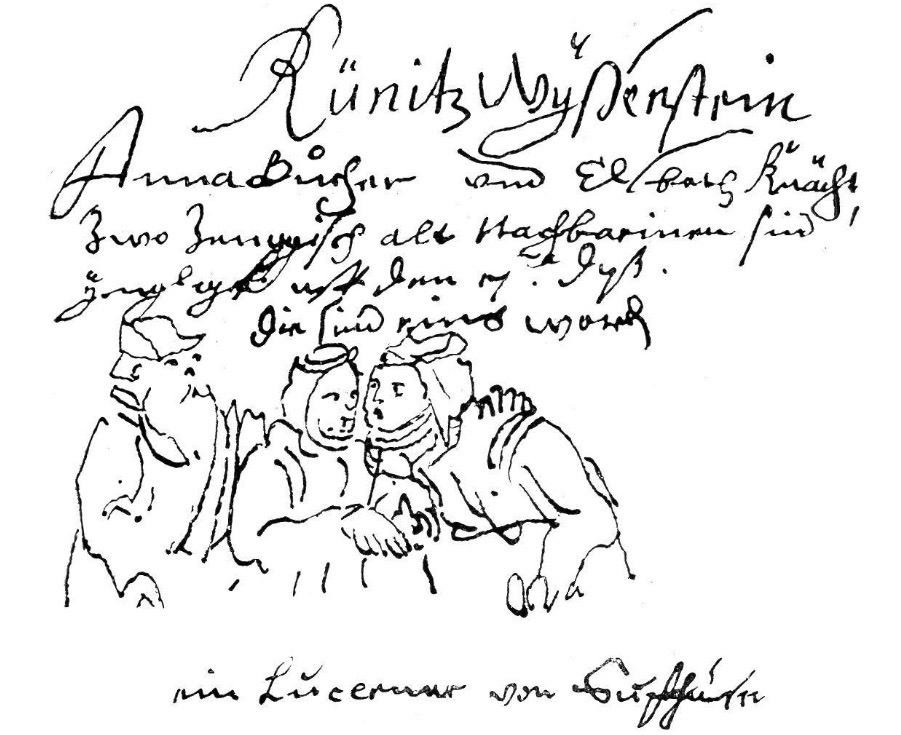
Skizze einer Zeichnung aus einem Lochrodel
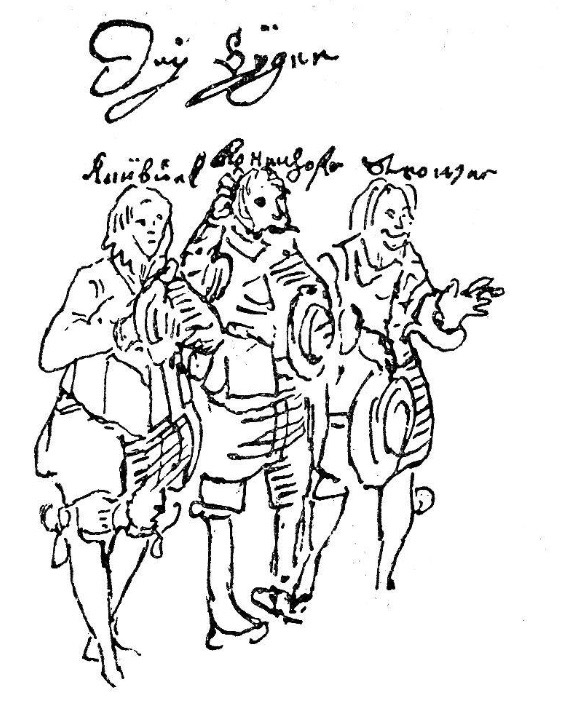
Skizze einer Zeichnung aus einem Lochrodel